# Bernhard Heininger
Bernhard Heininger (* 18. August 1958 in Aschaffenburg) ist ein deutscher römisch-katholischer Theologe.

## Leben
Von 1978 bis 1984 studierte er an der Julius-Maximilians-Universität Würzburg: Volkswirtschaftslehre, katholische Theologie und Pädagogik. Von 1984 bis 1986 hatte er ein Promotionsstipendium der Studienstiftung des deutschen Volkes. Von 1986 bis 1996 war er Assistent am Lehrstuhl für Neutestamentliche Exegese in Würzburg. Nach der Promotion 1989 zum Dr. theol. (summa cum laude), Universität Würzburg und der Habilitation 1995 vertrat er von 1996 bis 1999 den Lehrstuhl für "Katholische Theologie I - Biblische Theologie" an der Kulturwissenschaftlichen Fakultät, Universität Bayreuth; Ruf abgelehnt. Seit 1999 lehrt er als Professor für Neutestamentliche Exegese am Biblischen Institut, Universität Würzburg. Von 2001 bis 2007 war er Mitglied im Graduiertenkolleg 278 "Wahrnehmung der Geschlechterdifferenz in religiösen Symbolsystemen". Von Oktober 2002 bis April 2007 war er erster Sprecher des Graduiertenkollegs 278 "Wahrnehmung der Geschlechterdifferenz in religiösen Symbolsystemen". Von Mai 2004 bis Juni 2009 war er Studiendekan. Von Mai 2005 bis April 2007 leitete er das DFG-Projekt "Textkritische Edition der Paralipomena Jeremiou". Von September 2010 bis September 2013 leitete er das Projekt "Exegesewerkstatt: Neutestamentliche Apokryphen" (gefördert von der Robert-Bosch-Stiftung).
Seine Forschungsschwerpunkte sind biblische und außerbiblische fiktionale Literatur (Gleichnisse, antiker Roman etc.), lukanisches Doppelwerk, Paulus, antike Religionsgeschichte, antike Religionspsychologie (Traum und Vision im NT und seiner Umwelt), Gender und Religion; Frauen im Frühen Christentum, jüdische und Christliche Pseudepigraphen / Apokryphen und Gnosis.

## Werke (Auswahl)
- Metaphorik, Erzählstruktur und szenisch-dramatische Gestaltung in den Sondergutgleichnissen bei Lukas (= Neutestamentliche Abhandlungen. Neue Folge. Band 24). Münster 1991, ISBN 3-402-04772-1 (zugleich Dissertation, Würzburg 1989).
- Paulus als Visionär. Eine religionsgeschichtliche Studie (= Herders biblische Studien. Band 9). Freiburg im Breisgau 1996, ISBN 3-451-26127-8 (zugleich Habilitationsschrift, Würzburg 1995).
- mit Rainer Hirsch-Luipold, Ulrich Berner und Reinhard Feldmeier: Plutarch: Ist "Lebe im Verborgenen" eine gute Lebensregel (= SAPERE. Band 1). Darmstadt 2000, ISBN 3-534-14944-0.
- mit Gottfried Vanoni: Das Reich Gottes. Perspektiven des Alten und Neuen Testaments (= Die Neue Echter Bibel – Themen. Band 4). Würzburg 2002, ISBN 3-429-02170-7.
  - mit Gottfried Vanoni: Il regno di Dio (= Collana Biblica. Sezione I temi della Bibbia. Band 4). Bologna 2004, ISBN 88-10-22106-0.
- mit Martin Ebner: Exegese des Neuen Testaments. Ein Arbeitsbuch für Lehre und Praxis  (= UTB für Wissenschaft. Band 2677). Paderborn 2005, ISBN 3-8252-2677-8.
- Die Inkulturation des Christentums. Aufsätze und Studien zum Neuen Testament und seiner Umwelt (= Wissenschaftliche Untersuchungen zum Neuen Testament. Band 255). Tübingen 2010, ISBN 978-3-16-150546-1.